# أماليا دومينغو سولير
أماليا دومينغو سولير (بالإسبانية: Amalia Domingo Soler) (10 نوفمبر 1835، إشبيلية في إسبانيا - 29 أبريل 1909، برشلونة في إسبانيا)؛ كاتِبة، شاعرة وروائية إسبانية.